# Hajkanuš Danieljan
Hajkanuš Danieljan (armensko Հայկանուշ Դանիելյան) armenska operna sopranistka, interpretka klasične armenske glasbe, glasbena pedagoginja in med drugim nagrajenka državne nagrade ZSSR, * 15. decembra 1893, Tbilisi, † 19. aprila 1958, Erevan
Danieljanova je kot prva med armenskimi pevkami prejela naziv ljudske umetnice ZSSR (1939).

## Življenjepis
Hajkanuš Danieljan se je rodila v Tiflisu (sodobni Tbilisi). Leta 1920 je diplomirala na Petrograjskem konservatoriju. V letih 1920–1932 je pela v operah v Petrogradu (današnji Sankt Peterburg) in Tiflisa. Leta 1924 je skupaj s pevcema Levonom Isetskijem in Šaro Taljan sodelovala v predstavah Leninakanske operne skupine in nastopala na koncertih. V letih 1941–1951 je poučevala na Državnem konservatoriju Komitas v Erevanu. V letih 1949–1952 je bila direktorica glasbene šole Petra Čajkovskega. Od leta 1932 je bila solistka Erevanske opere in baleta. Leta 1941 je igrala v filmu Armenian Film-Concert, posnetem v televizijskem studiu Yerevan.
Hajkanuš Danieljan je pela pesmi in romance armenskih in tujih skladateljev: Petra Iljiča Čajkovskega, Rimskega-Korsakova, Sergeja Rahmaninova in Aleksandra Glazunova. Bila je članica komunistične partije Sovjetske zveze od leta 1941, dva mandata poslanka vrhovnega sovjeta Sovjetske zveze (1946–1950), poslanka vrhovnega sovjeta Armenske SSR 1. in 3. sklica.

## Zapuščina
- Šola umetnosti v upravnem okrožju Nor-Nork v Erevanu nosi njeno ime
- Leta 2000 izdana poštna znamka Armenije je posvečena Danieljanovi.[4]

## Nastopi
| Avtor             | Izvedba            | Vloga                        |
| ----------------- | ------------------ | ---------------------------- |
| Giuseppe Verdi    | Rigoletto          | Gilda                        |
| Giuseppe Verdi    | La traviata        | Violetta                     |
| Gioachino Rossini | Seviljski brivec   | Rosina                       |
| Giacomo Puccini   | Madama Butterfly   | Čo Čo san (Madama Butterfly) |
| Armen Tigranjan   | Anuš               | Anuš                         |
| Mihail Glinka     | Življenje za carja | Antonida                     |
| Giacomo Meyerbeer | Les Hugenoti       | Marguerite de Valois         |
| Tigran Čukadžijan | Aršak II.          | Olimpija                     |

## Nagrade
- Ljudska umetnica ZSSR (1939).
- Državna nagrada ZSSR.
- Leninov red.
- Red Rdečega prapora.
- Medalja Za hrabrost v veliki domovinski vojni 1941–1945.

## Galerija
- Hiša Hajkanuš Danieljan v Erevanu